# Thera dissoluta
Thera dissoluta är en fjärilsart som beskrevs av Barend J. Lempke 1950. Thera dissoluta ingår i släktet Thera och familjen mätare. Inga underarter finns listade i Catalogue of Life.